# InterCity
Pour les articles homonymes, voir IC.

L'insigne IC des chemins de fer autrichiens.

Un InterCity (abrégé en IC sur les tickets et les panneaux d'affichage) est un type de train de voyageurs reliant deux grandes villes et ne faisant halte que dans les gares importantes jalonnant le parcours. L'appellation InterCity est principalement utilisée en Europe. Pour des trajets internationaux, la désignation EuroCity (EC) a été introduite.

## En Europe

### Allemagne

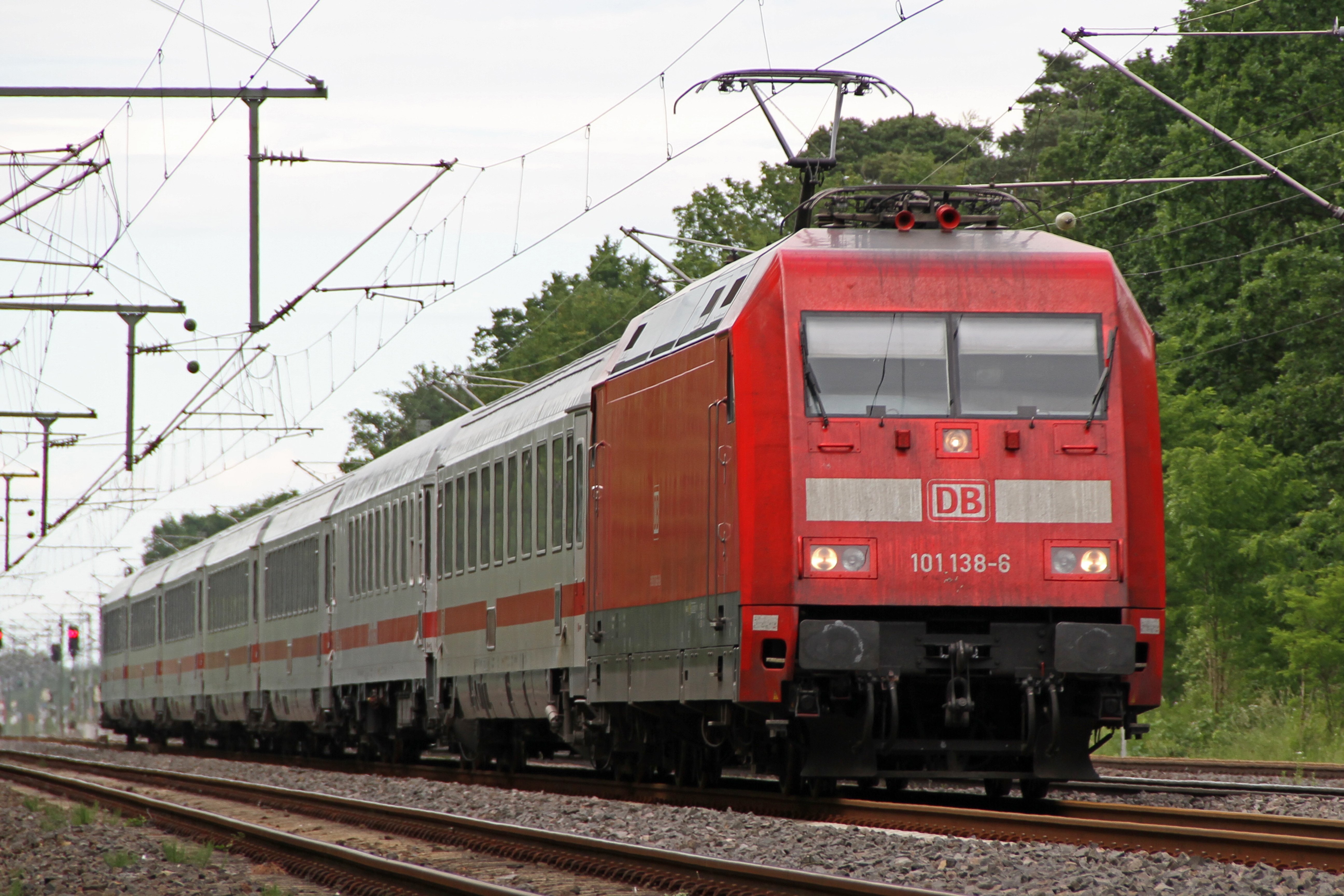
Un train Intercity de la Deutsche Bahn.

- Depuis 1971, des trains Intercity (IC) circulent en longue distance sur les lignes de la Deutsche Bahn au sein des frontières allemandes. Il ne faut pas confondre cette catégorie avec l'offre Intercity-Express (ICE), le train à grande vitesse allemand.
- Depuis décembre 2015, les trains Intercity 2 à deux niveaux ont été mis en service.

### Angleterre
- L'InterCity 225 (successeur du High Speed Train diesel appelé également Intercity 125) de l'opérateur British Rail est le train le plus rapide du Royaume-Uni en service intérieur, circulant principalement sur l'East Coast Main Line. Une première tentative d'établir un système InterCity en utilisant l’Advanced passenger train fut un échec technique et commercial dans les années 1970.

### Autriche
- Les trains InterCity des Chemins de fer fédéraux autrichiens (ÖBB) utilisant essentiellement des voitures Eurofima circulent entre les grandes villes et des stations touristiques. En 2008, les ÖBB ont introduit dans certaines lignes « railjet » une offre plus rapide et plus confortable.

### Belgique
L'apparition de trains Intercity en Belgique remonte au plan IC-IR de mai 1984. En 2014, l'ancienne dénomination est abandonnée au profit de l'actuelle où les relations sont désignées par un numéro à deux chiffres, au lieu d'une lettre de l'alphabet et les relations Interrégio (IR) sont requalifiées en IC.

### France
- Intercités et Intercités de nuit de la SNCF. La marque Intercités a été adoptée par la SNCF en 2006 et généralisée à l'ensemble de ses trains classiques (anciennement Corail, Téoz et Lunéa) en 2012.

### Espagne
- En Espagne, la dénomination Intercity désigne les trains de la Renfe longues distances assurés par du matériel de moyenne distance.

### Grèce
- InterCity

### Hongrie
- Les trains InterCity de la Magyar Államvasutak relient les principales villes de Hongrie.

### Kosovo / Macédoine
- Le train reliant Pristina à Skopje est dénommé également InterCity

### Irlande
- InterCity de la Iarnród Éireann

### Italie
- Intercity désigne une catégorie de trains grandes lignes reliant les grandes agglomérations entre elles exploités par Trenitalia.

### Pays-Bas
- InterCity des Nederlandse Spoorwegen, introduits en 1970 dans le cadre du plan Spoorslag '70 (nl).

### Pologne
- PKP Intercity

### Portugal
- Intercidades

### Suède
- InterCity

### Suisse
- InterCity désigne une catégorie de trains suisses grandes lignes située entre les InterRegio (IR) et les EuroCity (EC), reliant les grandes agglomérations. Définis par la phrase « Rapidement d’un centre à l’autre », ces trains sont en général équipés de matériel climatisé, de restaurant CFF ou de bistrot CFF, d'un service mini-bar, d'espace silence et d'espace affaires en 1re classe, ainsi que d'un espace familles ou ponctuellement, d'une voiture-familles en 2e classe.